# San Antonio del Alto, Coahuila
San Antonio del Alto är en ort i Mexiko.   Den ligger i kommunen Matamoros och delstaten Coahuila, i den centrala delen av landet, 800 km nordväst om huvudstaden Mexico City. San Antonio del Alto ligger 1 114 meter över havet och antalet invånare är 192.
Terrängen runt San Antonio del Alto är huvudsakligen platt, men åt sydväst är den kuperad. Runt San Antonio del Alto är det mycket glesbefolkat, med 3 invånare per kvadratkilometer. Närmaste större samhälle är Matamoros, 14,5 km nordväst om San Antonio del Alto. Omgivningarna runt San Antonio del Alto är i huvudsak ett öppet busklandskap.